# Bos en Lommer
Bos en Lommer ist ein Stadtviertel der niederländischen Hauptstadt Amsterdam, Provinz Nordholland, und liegt im Stadtbezirk Amsterdam-West. Das Viertel war im Jahre 1990 ein unabhängiger Distrikt und gehört zu den vierzig sogenannten Problembezirken (2009) in den Niederlanden, wo sich soziale und ökonomische Probleme besonders bemerkbar machen. Die Grundfläche beträgt 2,71 km² und im Jahre 2003 lebten ungefähr 31.000 Menschen in diesem Stadtteil.

## Geschichte
1639 erwähnt, gehörte der heutige Stadtteil, zusammen mit den Dörfern Sloterdijk, Osdorp und Vrije Geer, zur Gemeinde Sloten in einem Poldergebiet, welches 1639 trockengelegt wurde. Mit einem neuen Wohnungsbaugesetz von 1901 und der Bevölkerungszunahme kam es zu einer Modernisierung und der Zusammenfügung von verschiedenen Interessenorganisationen: Wirtschaftsverbände, Verkehr, öffentliches Wohnungswesen und Erholungsgebiete. Eine Kommission unter der Leitung von A. Bos stellte 1924 einen Schemaplan voor Groot-Amsterdam auf, der jedoch abgewiesen wurde. Vier Jahre später kam es zur Errichtung einer neuen Abteilung, Algemeen Uitbreidungsplan Amsterdam (A.U.B). 1934 wurde der Plan Bosch en Lommer aufgestellt zur Stadtteilerweiterung für 35.000 Bewohner. Dieser Plan wurde am 4. Dezember 1935 durch den Gemeinderat genehmigt. Es dauerte drei Jahre zur Verwirklichung des Planes.

## Entwicklung
Das Stadtviertel Bos en Lommer ist heute eingeteilt in die folgenden sechs Viertel:
Erasmusparkbuurt 
Zwischen 1920 und 1940 wurden hier die meisten Wohnungen gebaut. Hier befinden sich der Erasmuspark und die Erasmusgracht. Der Park kann zum Spazierengehen, Fußballspielen und zum Picknick  genutzt werden. 
Kolenkitbuurt
Dieses Wohnviertel erhielt seinen Namen nach der Opstandingskerk aus den 1950er Jahren. Wohnungsneubau und Restaurierung stehen hier im Vordergrund. 
Gibraltarbuurt
Ein multikulturelles Wohnviertel, mit Oud Sloterdijk, der Petrus- und der Boomkirche hat dieses Viertel noch einen historischen Hintergrund. 
Landlustbuurt
Mit zwei Gemeinschaftshäusern („Buurthuis“) am Karel Doorman-Plein und einem Kinderspielplatz liegt die Landlustbuurt zwischen den bekannten Straßen Willem de Zwijgerlaan, Haarlemmerweg, Jan van Galenstraat und Admiraal de Ruyterweg. 
Gulden Winckelbuurt
Mit einer modernen Bibliothek sowie einem Markt ist das Goldene Einkaufsviertel das Herz von Bos en Lommer. 
Robert Scottbuurt
Kennzeichnend für dieses Wohnviertel ist der Jan van Galen-Sportpark, das Pflegeheim De Boeg; sowie Einrichtungen des öffentlichen Unterrichtswesens sowie der  Sozial- und Gesellschaftsfürsorge.
Jedes der sechs Wohnviertel hat einen eigenen Buurtmanager (Quartiersmanager). Die Straßennamen sind oft nach bekannten Seefahrern, Seeschlachten und historischen Büchern benannt.